# Artère digitale plantaire commune
Les artères digitales plantaires communes sont quatre artères du membre inférieur situées dans la plante du pied.
Elles font suite aux artères métatarsiennes plantaires après la naissance du rameau perforant de celles-ci.
Après un court parcours, elles donnent naissance aux artères digitales plantaires propres.